# Steppebison
Steppebison (Bison priscus) er en uddød art i Bison-slægten. Den levede på stepperne i Eurasien og Nordamerika i den pleistocæne epoke. Den uddøde ved afslutningen af den seneste istid, hvor den blev erstattet af sine slægtninge Europæisk bison i Europa og Amerikansk bison i Nordamerika. Den canadiske skovbison, en underart af amerikansk bison, har mange træk til fælles med steppebison.
Steppebison blev jaget i Europa og Asien under Ældre stenalder, og optræder under tiden på hulemalerier. Men da ældre stenalder startede i Danmark ved istidens afslutning, var steppe bison forsvundet fra dansk område.
Man kender fossiler fra Danmark både fra Eem-mellemistiden og den sidste istid, Weichsel-istiden.